# 猛毒隊
猛毒隊（もうどくたい）は、かつて存在した女子プロレスラーのユニット。マッド・ドッグ・ミリタリーとも。FMWを主戦場として活動していた。
ヒール4人組のユニットであり、FMWの女子ユニットとして活躍した。積極的に他団体に乗り込むなどし、団体交流の走りとなった。
LLPWのイーグル沢井率いる「平成GUREN隊」、Jd'のライオネス飛鳥率いる「裁恐軍」と合流し、団体間ヒールユニット平成裁恐猛毒GUREN隊（後に裁恐猛毒G-MAX）を結成し、1997年の東京スポーツ女子プロレス大賞を受賞する。
その後、飛鳥がGAEA JAPANへ殴り込みして離脱。2000年には風間ルミがイーグル沢井、井上貴子とブラックジョーカーを結成、夏にはクラッシャー前泊が引退して裁恐猛毒G-MAXは分裂した。
2003年にはメンバーのひとりであったシャーク土屋が当時、JWP女子プロレスを退団してフリーとなっていた倉垣ツバサと共闘し猛毒隊を復活させるが、程なくして解散となった。

## メンバー
- シャーク土屋
- 里美和
- クラッシャー前泊
- バッドナース中村（離脱 → RIE）
- キラー岩見
- ミス・モンゴル